# Spelunky 2
Spelunky 2 és un videojoc de plataformes desenvolupat l'any 2020 per Mossmouth i BlitWorks, sota la direcció del creador del joc original, Derek Yu. És la continuació d' Spelunky (2008) i va ser publicat per a Microsoft Windows i PlayStation 4 el setembre de l'any 2020, amb una versió per a Nintendo Switch anunciada per a mitjans de l'any 2021. El joc va rebre bones crítiques en ser publicat.
Com el joc anterior, el podem situar dins el gènere dels plataformes 2D amb elements de roguelike, un estil de joc amb elements procedimentals. En aquest cas, controlem un personatge (conegut dins el joc com a spelunker) dins un ampli ventall. Hem d'anar avançant i recollint recursos per diverses habitacions creades aleatòriament, mentre ens enfrontem a trampes i enemics, amb un temps limitat per a cada una d'elles. Per a aconseguir els nostres objectius, podem fer ús de diverses eines i armes, les més conegudes de les quals són les cordes i les bombes, que no són il·limitades. Un cop se'ns acabin els punts de vida, morirem i haurem de tornar a començar des del primer nivell, sense cap de les eines que haguem pogut aconseguir. La progressió dins el joc, doncs, dependrà principalment d'allò que haguem après a les partides prèvies.
A mesura que anem explorant les diverses sales, anirem rescatant personatges que podrem controlar en partides següents. Així, mentre que al principi només podrem controlar 4 spelunkers diferents, a mesura que anem jugant, podrem arribar a desbloquejar fins a 16 personatges més.
Els elements de l'escenari són destructibles en la seva majoria, així que podrem escollir entre seguir els camins oberts o fer-nos el nostre propi camí mitjançant les bombes i altres elements. A més, cada cert temps, ens toparem amb personatges que no seran enemics i, alguns d'ells, el¡ns podran ajudar. Per exemple, podrem rescatar animals, que ens podran donar punts de vida si els acompanyem fins a la sortida. Alguns altres personatges no jugables son els botiguers, que ens vendran objectes o bé els acompanyants, que ens ajudaran en la nostra aventura. Una novetat respecte el joc original, seran les muntures, animals que podrem muntar i que ens ajudaran a anar més de pressa, saltar més alt o bé disparar.
Pel que fa als modes de joc, a banda de la història original i el multijugador local, aquest nou joc introdueix el joc en línia, amb modes per a joc cooperatiu o bé competitiu.